# استراتيجية لشبونة
استراتيجية لشبونة وتعرف أيضا باسم جدول أعمال لشبونة أو عملية لشبونة، هي خطة عمل وتطوير لتنمية الاتحاد الأوروبي بين عامي 2000 و2010.
الهدف منها جعل الاتحاد الأوروبي «الاقتصاد الأكثر تنافسية وديناميكية والقائم على المعرفة في العالم وقادراً على تحقيق نمو اقتصادي مستدام ووظائف أكثر وأفضل والتماسك الاجتماعي» بحلول عام 2010. أقره المجلس الأوروبي في لشبونة في مارس 2000 وبحلول عام 2010 لم تتحقق أكثر أهدافه.